# Жёлтое (Донецкая область)
Жёлтое (укр. Жовте) — село на Украине, находится в Покровском районе Донецкой области. Расположено на реке Солёная.
Код КОАТУУ — 1422784002. Население по переписи 2001 года составляет 103 человека. Почтовый индекс — 85370. Телефонный код — 623.
С конца ноября 2024 года находится под контролем Вооружённых сил РФ.